# 转基因食品品尝会
转基因食品品尝会是自2011年5月起在中国境内由科普爱好者自发组织的一系列品尝转基因食品的科普活动的统称。

## 起源
2006年一项较大型的随机抽样调查显示，中国城市的消费者对转基因食品的接受程度和购买意愿均处于较高水平。然而由于权威部门和专家在科学传播上的严重缺位，加上媒体长期的负面报道，近10多年来公众对转基因食品的态度急转直下。
2011年5月初，科普作家方舟子在微博上展示了自己品尝华中农业大学试验田种植的转基因大米照片。这种抗虫害转基因水稻在2009年获得农业部颁发的安全证书，但是由于各种原因一直未能商业化种植，普通公众在市场上买不到。一些网友看见后对这种国产转基因大米非常感兴趣，也想尝尝，于是在北京举办了转基因大米品尝会。
5月23日晚，方舟子发起、律师彭剑组织了转基因大米聚餐会。有30人参加，均为自愿参与聚餐，大多数网友在餐会现场自愿品尝了转基因大米。也请了几个记者，不过那天去的记者有的不敢吃。据说，聚会用掉了3公斤转基因大米，由研发机构华中农业大学作物遗传改良国家重点实验室提供。 

## 后续活动
2013年5月初，网友“种田农民”（真实身份是华中农业大学从事分子育种研究的严建兵教授）在搜狐微博上表示将送出5袋BT大米（华中农业大学研发的高抗鳞翅目害虫转基因水稻品系）供公众品尝。经微博名人方舟子等人的转发，报名者迅疾达200人。最终，五名网友获得“种田农民”提供的转基因大米。
5月9日，他在微博上透露，正和基因农业网主编方玄昌筹划“规模大点的志愿品尝活动”。
5月19日，在广州珠江新城的一家酒店，转基因品尝会一共有24人到场。除了品尝转基因大米外，品尝会还提供了转基因食用油和转基因木瓜的品尝。
在随后的2个月里，全国多个城市举办转基因食品品尝会，过千人参加。
从2011年5月到2015年10月4年多的时间里，根据不完全统计，全国各地组织的转基因食品品尝会超过百场，参与的人次达4 000多。
初期活动名称一般称为“转基因大米品尝会”，在后续的活动中，品尝范围扩大到转基因玉米、转基因鲤鱼等，故名称也改为“转基因食品品尝会”。

## 部分品尝会列表
| 日期                    | 举办城市                       | 活动名称                                               | 参加人数 | 说明                                                                                         |
| ----------------------- | ------------------------------ | ------------------------------------------------------ | -------- | -------------------------------------------------------------------------------------------- |
| 2011年5月23日           | 北京                           | 转基因 大米聚餐会                                      | 30       | 首次举行                                                                                     |
| 2013年5月19日           | 广州                           | 科学与道义之首届广州转基因大米品尝会                   | 24       | 在珠江新城一家酒店举行，除了品尝转基因大米外，品尝会还提供了转基因食用油和转基因木瓜的品尝。 |
| 2013年10月19日          | 武汉                           | “全国首届黄金大米品尝会”暨“湖北第二届转基因大米品尝会” | 260      |                                                                                              |
| 2014年8月17日           | 北京、深圳、上海等22个城市     | 全国转基因大米品尝会                                   | 600多    | 这天华中农虫转基业大学研发的抗因水稻的安全证书到期。                                         |
| 2015年2月8日            | 全国23个城市                   | 转基因大米品尝会                                       | 近500    |                                                                                              |
| 2016年11月5日及后续数日 | 超24个城市                     | 转基因食品品尝会                                       | 超500人  | 11月4日，崔永元宣布将在3个城市为3万会员提供“提供非转基因的安全的食品”                        |
| 2018年12月2日           | 北京、西安、成都等全国多个城市 | 转基因食品品尝会                                       |          |                                                                                              |
| 2018年12月30日          | 深圳                           | 珠三角转基因食品品尝会                                 | 101      | 品尝食物有抗虫大米、转基因黄河鲤鱼、黄金大米、双抗玉米、转基因木瓜、北极苹果干。             |

## 活动组织过程
活动一般由各地科学爱好者自发举行。组织者定好活动时间，在微博、QQ群、微信群公开招募参与者。
转基因食品主要有以下来源：组织者向转基因作物研发单位申请（如华中农业大学生命科学技术学院），包括转基因大米（包括黄金大米）、转基因玉米、转基因黄河鲤鱼；国内市场采购，如转基因木瓜；国外市场采购，如北极苹果。
品尝会通常在餐厅举行，也有户外野餐的形式。除了品尝转基因食品和其他食品以外，通常还有嘉宾演讲、科普方法交流会、与在其他城市同时举行品尝会的现场进行网络互动、去当地的标志性建筑物或旅游景点持支持转基因食品的横幅拍照等活动。结束后组织者和参加者会把活动照片、视频、文字总结发表在网络自媒体上，以达到宣传转基因食品的目的。整个过程包括场地租借费、饭菜、纪念品制作等费用由参与者AA承担。

## 参与人员
参与者主要是各地科普爱好者，特别是转基因食品支持者。

## 活动目的
品尝会的目的并不是检验转基因食品安全性的科学实验，它没有科学研究的价值。活动的目的是科普，消除公众对转基因食品安全性的恐慌。
方舟子在2013年9月7日抗虫转基因玉米现场体验活动座谈会上的发言：
|          | 之所以要组织品尝会，是因为我们经常在网上看到那些反转基因的人说，转基因食品对健康多么多么有害，而我们一说转基因食品很安全，他们就问“你们敢吃吗”，那我们就吃给他们看看。全国各地的转基因大米品尝会，不光是吃，还有各种各样的科普活动，请了一些研究转基因技术的人士做科普。结合这些科普，品尝会更变成了一种科普活动的方式。 |
| ——方舟子 | |

## 影响
活动引起了媒体的关注，品尝会得到了广泛报道。这些传统媒体报道之后，新浪、网易、腾讯等各大网络媒体的转载进一步扩大了影响。活动也引起了反对转基因人士的攻击。
崔永元2014年接受《新闻晨报》采访时表示：
|          | 国内有专家说，BT63有可能是我们农大流出去的。但农民觉得好，他要来偷我们也没有办法。我们办展览会，也有可能被拿走。这个专家是加州大学戴维斯分校毕业的，我也正好去了那儿，那儿规定特别严格。我前面就说到过，在那儿采访的还是一个“挺转派”，但规定实验室里转基因大米不能吃就是不让我品尝。现在全国有好多转基因大米品尝大会，这种人你该怎么说他？就是应该挖坑埋了。 |
| ——崔永元 | |